# جيم كليامونس
جيم كليامونس (بالإنجليزية: Jim Cleamons)‏ مواليد 13 سبتمبر 1949 في لينكنتون، هو لاعب كرة سلة محترف أمريكي أصبح مدرباً بدأ مسيرته الاحترافية في سنة 1971 حيث تم اختياره من قبل فريق لوس أنجلوس ليكرز خلال الدرافت، وهو مدرب مساعد لفريق نيويورك نيكس في الرابطة الوطنية لكرة السلة. يبلغ طوله 6 قدم 3 بوصة (1.9 م). اعتزل اللعب في 1980.

## فرق لعب لها
- لوس أنجلوس ليكرز
- كليفلاند كافالييرز
- نيويورك نيكس
- واشنطن ويزاردز

## روابط خارجية
- جيم كليامونس على موقع إن بي أي (الإنجليزية)
- جيم كليامونس على موقع سبورتس رفرنس (الإنجليزية)
- جيم كليامونس على موقع كلية كرة السلة في سبورتس رفرنس.كوم (الإنجليزية)
- جيم كليامونس على موقع ريلجم (الإنجليزية)
- جيم كليامونس على موقع بروبوليرز (الإنجليزية)
- جيم كليامونس على موقع سبورتس رفرنس (الإنجليزية)
- جيم كليامونس على موقع كلية كرة السلة في سبورتس رفرنس.كوم (الإنجليزية)